# Vakojaure
Vakojaure är en sjö i Kiruna kommun i Lappland och ingår i Torneälvens huvudavrinningsområde. Sjön har en area på 4,13 kvadratkilometer och ligger 320,4 meter över havet. Vakojaure ligger i Torne och Kalix älvsystem Natura 2000-område. Sjön avvattnas av vattendraget Torneälven (Kamajåkka).

## Delavrinningsområde
Vakojaure ingår i det delavrinningsområde (755539-168774) som SMHI kallar för Utloppet av Vakojaure. Medelhöjden är 374 meter över havet och ytan är 24,96 kvadratkilometer. Räknas de 278 avrinningsområdena uppströms in blir den ackumulerade arean 5 440,17 kvadratkilometer. Avrinningsområdets utflöde Torneälven (Kamajåkka) mynnar i havet. Avrinningsområdet består mestadels av skog (81 procent). Avrinningsområdet har 4,82 kvadratkilometer vattenytor vilket ger det en sjöprocent på 19,3 procent.